# Esti Ginzburg
Esti Ginzburg (hebrejsky אסתי גינזבורג‎, * 6. března 1990 Tel Aviv, Izrael) je izraelská modelka a herečka.

## Biografie
Narodila se v Tel Avivu, s modelingem začala v osmi letech v reklamně na mléčný produkt a ve čtrnácti letech uzavřela smlouvu s modelingovou agenturou Elite Models. V roce 2006 podepsala dvouletou smlouvou s izraelskou společností Fox, čímž nahradila tehdejší hlavní tvář společnosti Ja'el Bar Zohar a objevila se na titulní straně vydání francouzského ELLE z února/března 2007. Předváděla též pro modely značek Tommy Hilfiger, Burberry, FCUK, Pull and Bear a Castro. V letech 2009, 2010 a 2011 se objevila ve vydání Swimsuit magazínu Sports Illustrated. V roce 2010 herecky debutovala ve filmu Twelve režiséra Joela Schumachera.
Žije v Tel Avivu. V červenci 2009 nastoupila službu v Izraelských obranných silách a v říjnu téhož roku při podpoře povinné vojenské služby kritizovala izraelskou modelku Bar Refaeli, která se povinné vojenské službě vyhnula krátkodobým sňatkem s rodinným přítelem. Působení v armádě okomentovala slovy: „Vojenská služba je součástí věcí, v něž osobně věřím.“